# 無閉塞運転
無閉塞運転（むへいそくうんてん）とは、列車が長時間停車することを避けるため閉塞信号機が停止信号を現示した場合でも例外的に閉塞区間に列車を進入させる方法のことである。なお、信号機が故障などにより消灯している場合も停止信号が現示されているものとみなす。本項では、無閉塞運転が発展した閉塞指示運転についても記述する。
本則として、無閉塞運転は、閉塞信号機などの許容信号機においてのみ許容されており、場内信号機や出発信号機などの絶対信号機においては、行うことはできない。

## 無閉塞運転

### 方法
具体的には、閉塞信号機の停止信号で停止した列車は、停止後1分経過した後に運転士の判断で、15km/h以下で、ATSの電源を一時的に切って（事業者によっては電源を切らず機能のみを停止させるATSの「開放スイッチ」を操作したり、ATS/ATC等の非常運転スイッチを入にして非常運転モードに切り替え、現示にかかわらず動作する非常運転時の15km/ｈの速度照査に当たらないようにする）、停止信号が現示されている当該閉塞区間（防護区間）の内方に進入する（この際に手旗を使用する場合もある）。
この場合、その防護区間内には通常ほかの列車が存在するため、前方の列車を確認した場合には即時に停止しなければならない。また、無閉塞運転とした区間内（無閉塞運転を開始した閉塞信号機から、次の主信号機までの区間）においては、いずれの信号機がいかなる現示であろうとも、15km/hを超えて進行してはならない（ただし次の主信号機が停止現示なら無論その外方で停止しなければならない）。
すなわち、無閉塞運転をしている途中で、次の主信号機の（外方において）停止以外の現示を確認したり、中継信号機が停止以外の現示をしているのを確認したとしても、加速する事は許されず、15km/h以下で進行し、前方の列車を確認した場合には即時に停止しなければならない。
また、ATSを一時的に切った場合には、必ず復位（=電源再投入）しなければならない。
無閉塞運転は自動閉塞方式以外の方式による区間では行う事ができない。また、長大トンネルなどの見通しの悪い区間や、橋梁などの荷重制限のある場所では無閉塞運転は全面的に禁止している。なお現在の日本の法律においては、複線区間の閉塞方式は自動閉塞方式でなければならないとされている。

### 問題点
無閉塞運転は、長時間停車による旅客サービス低下防止の方法としては非常に有効であるが、1997年の東海道線片浜列車追突事故や2002年の鹿児島線宗像列車追突事故で、無閉塞運転時に先行列車に向けた信号機や中継信号機の進行現示を誤認して加速してしまうという、安全性に関する問題が浮上した。
無閉塞運転は「1閉塞1区間」の原則の例外となる重要な判断である割には、一運転士による単独の判断および運行であり、確認すべき作業も通常運転よりも増え、判断ミス（ヒューマンエラー）によって発生する危険は重大なものである。片浜事故を承けた運輸省の検討要請によりJR東日本・四国・北海道など、多くの鉄道事業者は後述の閉塞指示運転に移行していたが、宗像事故発生で運輸省はJR九州・西日本・東海を含めて「指令の許可のない無閉塞運転の禁止」（=JR東日本では「閉塞指示運転」）と、列車への通信設備完備を求める行政指導を行い徹底した。

## 閉塞指示運転
閉塞指示運転（へいそくしじうんてん）とは、無閉塞運転を行う際に列車無線などにより運転指令所の指示を受けた上で停止信号を越えて進行することをいう。閉塞指示運転を行う際に、運転指令所の指令員と運転士が相互に閉そく区間に列車がいないことを確認することにより「1閉塞1区間」の原則をより強いものとしている。
なお、閉塞指示運転中は、運転士の注意力のみで安全を確保することは、無閉塞運転と同じである。

### 閉塞指示運転の方法（例）
閉塞信号機の停止現示で停止したときの流れ
1. 信号機の機外に停止
2. 先行列車の有無、見通しの範囲内で前途の異常の有無を確認する
3. 信号機外に1分間停止
4. 指令員に「第○閉塞停止現示により停車中。先行列車見えない。見通しの範囲内異常なし」旨の報告
5. 指令員より「第○閉塞信号機の停止現示を越えて閉塞指示運転してよい」旨の指示を受ける。
6. 「閉塞指示運転」により運転再開
  - 次の信号機まで見通しの範囲内に停止できる速度で運転。見通しがよくても15km/hを越えない速度
  - 次の信号機の喚呼は50m手前で行う。中継信号機は喚呼しない
  - 見通し不良のときは、時々短急汽笛数声の合図を行う
  - ATSチャイム鳴動のまま運転。進行を指示する信号が現示されている信号機を越えてからチャイムを消す。(ATS-SW)
  - 踏切支障報知装置が扱われている場合は、その装置の復帰が行われていることを確認
7. 「閉塞指示運転」の区域を通過し終わるまで速度を向上してはいけない
8. 指令員から「指定された箇所または到着した」ことを報告するよう指示されたときは、その旨を報告する

## 無閉塞運転による事故

### 東海道線片浜列車追突事故
1997年（平成9年）8月12日 23時18分頃、JR東海東海道本線沼津駅 - 片浜駅間で、停車中の泉発百済行き貨物列車に三島発静岡行き下り普通列車が追突し、43名が負傷。さらに衝突のショックで貨物列車に積載されていたコンテナが落下、沿線の住宅の庭に転がり落ちている。
先行の下り貨物列車が踏切支障報知装置が作動したため400mほど手前に停車中であったところ、後続の普通列車は赤信号によりいったん停車したあと規定の1分後に無閉塞運転を開始した。その後先行列車の運転士が踏切支障報知装置を復帰したため貨物に対する信号が進行を示し、後続列車がそれを自列車に対するものと誤認して、無閉塞運転中の15km/h超過禁止規則に反して加速したため停車中の貨物列車に追突した。追突列車の運転士は無線で貨物列車の停車理由を知っていた。
運輸省は各鉄道事業者に対応を求め、JR東日本・北海道・四国ではこれを機に運転士単独判断での無閉塞運転を禁止して運転指令所の指示を受ける「閉塞指示運転」に改めた（当事者のJR東海及び西日本・九州は無閉塞運転自体の規定は残しつつ、各社で運転方法を一部変更した）。その後無閉塞運転の規定を残したうちの1社であるJR九州では2002年2月、以下に示す同類の事故を起こした。

### 鹿児島線列車衝突事故
2002年（平成14年）2月22日 21時30分頃、福岡県宗像市のJR九州鹿児島本線海老津 - 教育大前駅間で、門司港発荒尾行き下り普通列車(2367M)がイノシシに衝突し状況確認で停止中、無閉塞運転で進行してきた後続の門司港発荒木行き下り快速列車(4379M)が追突し、134名が重軽傷を負った（811系PM2編成+813系RM101編成 ← 813系RM008編成+813系RM231編成 下図参照）。
| ←荒尾 | ←荒尾 | ←荒尾 | ←荒尾 | ←荒尾 | ←荒尾 | クハ810-2 | サハ811-2 | モハ811-2 | クモハ810-2 | クモハ813-101 | サハ813-101 | クハ813-101 | ← 衝突 | クハ813-8 | クモハ813-8 | クモハ813-231 | サハ813-231 | クハ813-231 | 門司港→ | 門司港→ | 門司港→ | 門司港→ | 門司港→ | 門司港→ |

後続の快速列車の運転士は停止信号を確認して駅間で停車、1分後に規定通りに15km/h以下での無閉塞運転を開始した。その際に先行の普通列車に対して現示された中継信号機の進行現示を、自列車に対するものと誤認して無閉塞運転中の15km/h超過禁止規則に反して加速し、カーブの奥で停車していた先行列車に直前で気付いて非常ブレーキを扱ったが間に合わなかった。先行列車と指令との交信内容はトンネルなどのため後続車には届いていなかったとされている。
この事故によって、事故に遭遇した全車両（811系PM2、813系RM008、RM101、RM231編成）が廃車された。
直接の事故原因は運転士のミスであるが、対策として中継信号を誤認しやすい信号機の移設、問題点として無線の通じない区間の存在と、運転士の判断だけで前進が可能な運転規則について、JR東海の類似事故の教訓が活かされていないことの2つが大臣や国会から指摘された。このため国土交通省鉄道局の指示により、運転士の判断で無閉塞運転を行っている28事業者は同年5月までに通信手段の確保を待って「運転指令の指示を受け、無閉塞運転を開始する」方式（JR東日本では「閉塞指示運転」と呼ぶ。通達上は「無閉塞運転」開始方法の自主的改善を各社が行った扱い）に変更した。
破損状況の調査結果、テレスコーピング現象によって全車両の両端部分が大きく損傷していた事から、衝突時の車両の安全性向上に関する取組みの強化が指示された。
なお、廃車になったうちクハ810-2の運転台は九州鉄道記念館の運転シミュレータに転用されている。